# Паньянини, Рубен
Рубен Оскар Паньянини (исп. Rubén Oscar Pagnanini; 7 апреля 1952, Сан-Николас-де-лос-Арройос, провинция Буэнос-Айрес) — аргентинский футболист, защитник. Чемпион мира 1978 года в составе сборной Аргентины.

## Биография
Большую часть карьеры Паньянини выступал в клубе «Эстудиантес», играя там с 1968 по 1977 год. В 1977 году перешёл в «Индепендьенте» и в два последующих сезона становился в его составе чемпионом Аргентины. В 1980 году, на закате карьеры, перешёл в «Архентинос Хуниорс», сыграв лишь в двух матчах. Там же он и завершил деятельность игрока.
Паньянини входил в заявку сборной Аргентины на победный для них чемпионат мира 1978 года, но на поле ни разу не появился.
В 2007 году работал в качестве тренера с командой 4-го по значимости аргентинского дивизиона «Ла-Эмилья».

## Титулы и достижения
- Чемпион Аргентины (1): 1977, 1978
- Обладатель Кубка Либертадорес (3): 1968, 1969, 1970
- Обладатель Межконтинентального кубка (1): 1968
- Обладатель Межамериканского кубка (1): 1969
- Чемпион мира (1): 1978